# Julio César Jiménez (futbolista)
Julio César Jiménez Tejito (Artigas, Uruguay; 27 de agosto de 1954) es un exfutbolista uruguayo. Jugaba como mediocampista ofensivo o enganche y su primer equipo fue Peñarol. Su último club antes de retirarse fue San Martín de Tucumán de Argentina. 

## Trayectoria
Su primer club fue el Club Atlético Peñarol. Fue ascendido al primer equipo desde las juveniles en 1971, pero se consolidaría a comienzos de 1973, por la Copa del Atlántico.
El 7 de febrero de dicho año, jugaron Peñarol contra Boca en el Estadio Centenario, terminando 3 a 2 favorable al local con 50.000 personas en las tribunas. Tal resultado le permitió a su club consagrarse en el torneo y Jiménez hizo uno de los goles:un gol de corte sensacional, que electrizó desde el arranque a la multitud que llegó al Centenario, cuando varios boquenses fueron quedando por el camino en la zigzagueante marcha del artiguense hacia el arco.
Jiménez ya era el niño mimado de la hinchada y fue el héroe de aquella noche: «Desde que estoy en Peñarol [declaraba], nunca había sentido el "dale, dale" como ayer. Ahora con el equipo armándose y ahuyentando la mala suerte será difícil doblegar a Peñarol. Esto es lo que nos faltaba. Un espaldarazo importante, créame que esta Copa para nosotros cobró una importancia fundamental.»
Pese a su buen partido contra el Boca, el Pibe de oro se había sentido tempranamente cansado:
«Terminó el primer tiempo mientras yo miraba el reloj desde que faltaban diez minutos, miraba el reloj y al final ni lo veía, estaba muerto. Llego al vestuario en el entretiempo y les digo no doy más.».
En el curso de la semana se sabría la causa: una hepatitis lo dejaba fuera de la competición durante varios meses, justo en el mejor momento de su despegue, y la enfermedad acabó haciendo que perdiese un riñón.
Volvió en la segunda mitad del año ante Bella Vista, logrando marcar en el 5 a 0 de su equipo. El 2 de diciembre se jugaría el clásico que decidiría el Campeonato Uruguayo. Fue un partido difícil y tal como todos preveían, con una marca durísima. A los 20 minutos Peñarol debió sustituir a Jiménez, con una fisura en el pie izquierdo luego de un choque con Soria.
Por la segunda rueda del Campeonato del 74, el 12 de diciembre, el triunfo fue muy contundente:3 a 0, con goles de Jiménez a los 17 minutos, Morena y Quevedo.
Uno de los días más memorables de Jiménez en Peñarol fue el 28 de enero de 1976, por el clásico de la Liguilla. El resultado final de ese partido fue 5 a 1 donde el Pibe de oro anotaría tres goles en menos de 15 minutos.
"Julito" siempre fue reconocido como el posible gran acompañante de Morena. Los diarios de la época marcan que probablemente fue la única figura capaz de compartir la marquesina con Morena, de crear un compadrazgo histórico al estilo Pelé-Coutinho o Spencer-Joya. Como Morena, a pesar de su juventud, sumaba inteligencia e ideas sólidas; como a Morena, la hinchada lo amaba incondicionalmente.
Sin embargo el Pibe de Oro nunca pudo concretar en Peñarol su perfil de crack. A diferencia de Morena, que no faltaba jamás, Jiménez se vio acosado por  las lesiones y las enfermedades; se le hizo fama de no soportar 90 minutos de juego  y de tener tendencia a engordar. A estos problemas sumó una personalidad inestable y discusiones con los técnicos -con Bagnulo y Dino Sani- que llegaron a costarle separaciones del plantel.
A principios del 75, cuando Peñarol se aprestaba a iniciar un campeonato uruguayo en el que terminaría invicto, Jiménez estaba en conflicto con Bagnulo y pedía que lo transfirieran quejándose amargamente. «Me quitaron la alegría de jugar», titulaba una entrevista de El País.
En el año 1978 emigró a Vélez Sarsfield, donde jugó hasta 1981 cuando fue transferido a Ferro donde logró consagrarse campeón argentino. De ahí pasó al Barcelona por pedido expreso del técnico César Luis Menotti: sin embargo, por un problema con el cupo de extranjeros, no tuvo chances en el primer equipo y apenas sumó algunos partidos en la filial del conjunto Culé.
De regreso en Argentina, recaló en Douglas Haig de Pergamino, Unión de Santa Fe, Instituto de Córdoba, Vélez Sarsfield y San Martín de Tucumán, donde fue figura en el ascenso de dicha institución en 1988.

## Clubes
| Club                      | País      | Año       |
| ------------------------- | --------- | --------- |
| Peñarol                   | Uruguay   | 1972-1978 |
| Vélez Sarsfield           | Argentina | 1978-1980 |
| Ferro                     | Argentina | 1981-1982 |
| Barcelona Atlètic         | España    | 1983      |
| Douglas Haig de Pergamino | Argentina | 1984      |
| Unión de Santa Fe         | Argentina | 1985      |
| Instituto de Córdoba      | Argentina | 1985      |
| Deportivo Municipal       | Perú      | 1986      |
| Vélez Sarsfield           | Argentina | 1987      |
| San Martín de Tucumán     | Argentina | 1988      |

## Selección nacional
Ha sido internacional con la Selección de fútbol de Uruguay en varias ocasiones llegando a disputar el Mundial de 1974.

### Participaciones en Copas del Mundo
| Mundial              | Sede     | Resultado    |
| -------------------- | -------- | ------------ |
| Copa Mundial de 1974 | Alemania | Primera fase |

## Palmarés

### Campeonatos nacionales
| Título                        | Club               | País      | Año    |
| ----------------------------- | ------------------ | --------- | ------ |
| Campeonato Uruguayo           | Peñarol            | Uruguay   | 1973   |
| Campeonato Uruguayo           | Peñarol            | Uruguay   | 1974   |
| Campeonato Uruguayo           | Peñarol            | Uruguay   | 1975   |
| Campeonato Uruguayo           | Peñarol            | Uruguay   | 1978   |
| Primera División de Argentina | Ferro Carril Oeste | Argentina | N-1982 |

### Otros logros
| Título                     | Club                  | País      | Año  |
| -------------------------- | --------------------- | --------- | ---- |
| Ascenso a Primera División | San Martín de Tucumán | Argentina | 1988 |

### Distinciones individuales
| Distinción                         | Año  |
| ---------------------------------- | ---- |
| Anotador de Triplete en un Clásico | 1975 |